# Oxycera stuckenbergi
Oxycera stuckenbergi är en tvåvingeart som först beskrevs av Lindner 1961.  Oxycera stuckenbergi ingår i släktet Oxycera och familjen vapenflugor. Inga underarter finns listade i Catalogue of Life.